# 柴湾清真寺
柴湾清真寺或黑角头清真寺（英語：Chai Wan Mosque）是香港柴湾的一家清真寺。它是香港第5家建成的清真寺。

## 历史
为赔偿修复1963年何文田的一处墓地和小清真寺，香港政府在黑角头提供了一处土地用于建造墓地，并建立了一家名为柴湾清真寺的小清真寺，于1963年8月4日开放，最初被用于葬礼祈祷。因清真寺位于一个很孤僻的地区，除了一位看护外没有穆斯林住在那里，起初不举行礼拜。但随着越来越多的穆斯林家庭在柴湾定居，他们开始在该清真寺进行日常祈祷。香港回教信托基金总会也已于2005年翻修了整个建筑，主祈祷大厅也已安装了空调。
2010年5月17日，文物古迹办事处咨询委员会将其评为香港三级历史建筑。

## 建筑
清真寺的主要空间是主要用于三个有奢华的白色大理石装修的祈祷大厅。祈祷大厅外是一个适合小规模宗教聚会的开放空间。

## 交通
该寺在港铁柴湾站西南方的步行距离内。